# 연상의 여인
연상의 여인은 1968년 공개된 대한민국의 영화이다.

## 배역
- 신성일
- 김지미
- 김혜경
- 이대엽